# سعود الهاجري
سعود عبد الله بركي حمد الهاجري، من مواليد 19 يوليو 1986، هو حارس مرمى قطري لكرة القدم، اعتزل في نهاية موسم ٢٠٢٣-٢٠٢٤، و يشغل حالياً منصب نائب رئيس جهاز الكرة لنادي الريان القطري. كانت بداياته مع نادي الريان وانتقل إلى نادي السد عام 2017 و أعير إلى نادي الشحانية مطلع عام 2019 و انتقل إلى نادي الريان في صيف 2019 .